# Corazón latino
Pour l’article homonyme, voir Festival Corazón latino.
Albums de David Bisbal
Bulería
Singles
1. Ave María
Sortie : 13 mai 2002

Corazón latino est le premier album de David Bisbal, sorti en 2002.

## Titres
| No  | Titre                          | Auteur                                        | Durée |
| --- | ------------------------------ | --------------------------------------------- | ----- |
| 1.  | Ave María                      | Kike Santander, Gustavo Santander             | 3:31  |
| 2.  | Dígale                         | C. Leuzzi, G. Santander                       | 4:24  |
| 3.  | Un amor que viene y va         | Daniel Betancourt, K. Santander, G. Santander | 3:45  |
| 4.  | Fuiste mía                     | J. Gaviria, X. Muñóz, B. Ossa                 | 4:05  |
| 5.  | Lloraré las penas              | Rayito, José Miguel Velásquez                 | 4:00  |
| 6.  | Quiero perderme en tu cuerpo   | K. Santander                                  | 3:59  |
| 7.  | Cómo será                      | K. Santander, G. Santander                    | 3:58  |
| 8.  | Vuelvo a tí (featuring Chenoa) | J. Gaviria, K. Santander                      | 3:41  |
| 9.  | Por tí                         | K. Santander, G. Santander                    | 4:08  |
| 10. | Por cuanto tiempo              | K. Santander                                  | 3:53  |
| 11. | Corazón latino                 | J. Cubino                                     | 2:55  |